# The Black Velvet Band
La The Black Velvet Band è stato un gruppo musicale irlandese guidato da Kieran Kennedy il cui nome rimanda all'omonimo brano tradizionale irlandese
Attivi tra la fine degli anni ottanta e i primi anni novanta hanno pubblicato due album con la Elektra Records.

## Formazione
- Kieran Kennedy (voce, chitarra)
- Maria Doyle (voce)
- Shay Fitzgerald (basso)
- Dave Horner (batteria, cori)

## Discografia

### Album in studio
- 1989 - When Justice Came
- 1992 - King of Myself

### Raccolte
- 1999 - Collective